# 基卡普第一區 (堪薩斯州)
基卡普第一區（英語：Kickapoo Site 1）為位在美国堪薩斯州布朗縣境內之基卡普印第安保留地的普查规定居民点（CDP）。2010年美國人口普查中該居民點人口有101人。

## 地理
基卡普第一區位在布朗縣西南部、基卡普印第安保留地東北部。根據美国人口调查局的資料，該普查规定居民点總面積1.3平方（0.50平方英里），全境為陸地。

## 外部連結
- Kansas Kickapoo Tribe official website